# Days (película de 2020)
Días ( Chinese    ) es una película dramática de cine lento taiwanesa de 2020 dirigida por Tsai Ming-liang. Fue seleccionado para competir por el Oso de Oro en la sección de competencia principal en el 70.º Festival Internacional de Cine de Berlín. Ganó el premio Teddy del jurado en la 70.ª edición de la Berlinale.
Típico de muchas películas de Tsai Ming-liang, Days es minimalista, de ritmo lento y presenta pocos diálogos, sin subtítulos. Lee Kang-sheng interpreta a Kang, y Non es interpretado por Anong Houngheuangsy, un inmigrante laosiano en Tailandia en su primer papel cinematográfico.

## Sinopsis
Largas tomas minimalistas de la vida cotidiana muestran a Kang (Lee), de mediana edad y clase media, y al Non más joven (Houngheuangsy). Kang vive solo, descansando en su gran casa con vista a un estanque de peces dorados en su patio trasero. Non vive en un apartamento espartano. Su día comienza con el culto religioso en un altar. Luego completa las tareas, a saber, el lavado de verduras. Kang viaja a la ciudad en busca de tratamiento para el dolor de cabeza y cuello. Después de una sesión de acupuntura, programa un masaje en el salón donde trabaja Non. Kang le paga a Non después de que termina el masaje de cuerpo completo y también le da un regalo, una pequeña caja de música. Kang observa cómo Non usa la caja y luego comparte una comida con él en el restaurante de comida rápida cercano. Después de la comida, los dos se separan y Non descansa en un banco. Vuelve a tocar la caja de música, pero apenas se puede escuchar por encima del ruido de la carretera.

## Reparto
- Lee Kang-sheng como Kang
- Anong Houngheuangsy como Non

## Producción
La fotografía principal tuvo lugar a partir de 2014, durante y después de que Tsai Ming-liang, Lee Kang-sheng, Claude Wang y un director de fotografía asistieran a una gira teatral en Europa, seguida de tratamiento médico en Hong Kong para Lee, que también fue filmado. La escena de apertura de la película se filmó en la sala de estar de Tsai en Taiwán. En 2017, Tsai conoció a Houngheuangsy y los dos mantuvieron contacto a través de videotelefonía, a través de la cual Tsai reconoció la habilidad de Houngheuangsy para cocinar. Algunas escenas anteriores con Lee no se utilizaron, y Tsai viajó a Bangkok para filmar en el lugar, incluidas escenas de Houngheuangsy preparando comida. Tsai discutió con su director de fotografía sobre las formas de incorporar las imágenes capturadas en una película. La película se sometió a una postproducción a largo plazo en Taiwán. En mayo y junio de 2019, Tsai obtuvo fondos del Servicio de Televisión Pública para completar la posproducción. Antes del lanzamiento de Days, Tsai Ming-liang habló sobre la película sin nombrarla, afirmando que estaba trabajando sin un concepto para la película en mente, y solo agregó que iba a presentar a Lee Kang-sheng y otro actor.

## Premios y nominaciones
Days fue seleccionado para competir por el Oso de Oro en la sección de competencia principal en el 70° Festival Internacional de Cine de Berlín. Ganó el premio Teddy del jurado en la 70.ª edición de la Berlinale.
Su estreno en Estados Unidos estaba previsto para abril de 2020, en el Museo de Arte Moderno . Debido a la pandemia de COVID-19, esa función fue cancelada. La película se proyectó en el Festival de Cine de Nueva York de 2020.